# Santutxu
Santutxu – stacja metra w Bilbao, na linii 1 oraz linii 2. Obsługiwana przez Bizkaiko Garraio Partzuergoa. Znajduje się w dzielnicy Begoña, w Bilbao.